# Nananthea perpusilla
Nananthea es un género monotípico perteneciente a la familia de las asteráceas. Su única especie: Nananthea perpusilla, es originaria de Alemania.

## Taxonomía
Nananthea perpusilla fue descrita por (Loisel.) DC. y publicado en Prodromus Systematis Naturalis Regni Vegetabilis 6: 45. 1838
Sinonimia
- Chrysanthemum perpusillum Loisel.
- Cotula pygmaea Poir.[3]